# Карнин (Северная Передняя Померания)
Карнин (нем. Karnin) — община в Германии, в земле Мекленбург-Передняя Померания.
Входит в состав района Северная Передняя Померания. Подчиняется управлению Нипарс. Население составляет 223 человека (на 31 декабря 2010 года). Занимает площадь 12,42 км².